# Pedaliaceae
Pedaliaceae é uma família de plantas angiospérmicas (plantas com flor - divisão Magnoliophyta), pertencente à ordem Lamiales.
A ordem à qual pertence esta família está por sua vez incluida na classe Magnoliopsida (Dicotiledóneas): desenvolvem portanto embriões com dois ou mais cotilédones.

## Gêneros
| - Ceratotheca - Dicerocaryum - Harpagophytum - Holubia - Josephinia - Linariopsis - Pedaliodiscus | - Pedalium - Pterodiscus - Rogeria - Sesamothamnus - Sesamum - Trapella - Uncarina |